# Gregor von Helmersen
Gregor von Helmersen (ryska: Григорий Петрович Гельмерсен, Grigorij Petrovitj Gelmersen), född 29 september 1803 i Gut Dückershof vid Kamby, nära Dorpat, död 3 februari 1885 i Sankt Petersburg, var en rysk (balttysk) geolog.

## Biografi
Helmersen följde 1826 sin lärare Georg Engelhardt på en geologisk forskningsfärd till nedre Volga och Ural. Därefter undersökte han under vidsträckta resor de geologiska förhållandena i de flesta av Europas länder och i västra delen av Asien. Sålunda besökte han 1829 södra Ural och åtföljde Alexander von Humboldt från Zlatoust till Orenburg; 1830-32 genomreste han Tyskland, Österrike och Schweiz, 1833 norra Ural och 1834 Altaj. År 1838 blev han professor i geognosi vid och 1865-73 direktör för Bergsinstitutet i Sankt Petersburg, som 1872 organiserades till en fri akademisk högskola. Han företog varje år studieresor till olika delar av Ryssland.
Sina vetenskapliga artiklar publicerade han främst i Sankt Petersburg-akademiens skrifter, i ryska tidskriften för bergsväsendet samt i "Beiträge zur Kenntniss des russischen Reiches und der angrenzenden Länder Asiens", vilka han sedan 1839 utgav tillsammans med Karl Ernst von Baer och senare med Leopold von Schrenck. År 1841 publicerade han en geologisk karta över Ryssland (tredje upplagan 1873).

## Utmärkelser
- Konstantin-medaljen
- Sankt Vladimirs orden, andra klassen
- Sankt Alexander Nevskij-orden
- Sankt Stanislausorden, första klassen

[Redigera Wikidata]